# Винеторі-Нямц
Винеторі-Нямц (рум. Vânători-Neamț) — село у повіті Нямц в Румунії. Адміністративний центр комуни Винеторі-Нямц.
Село розташоване на відстані 309 км на північ від Бухареста, 32 км на північ від П'ятра-Нямца, 97 км на захід від Ясс.

## Населення
За даними перепису населення 2002 року у селі проживали 5302 особи.
Національний склад населення села:
| Національність | Кількість осіб | Відсоток |
| -------------- | -------------- | -------- |
| румуни         | 5086           | 95,9%    |
| цигани         | 213            | 4,0%     |

Рідною мовою назвали:
| Мова      | Кількість осіб | Відсоток |
| --------- | -------------- | -------- |
| румунська | 5087           | 95,9%    |
| циганська | 213            | 4,0%     |